# Ingvald Eriksen
Ingvald Eriksen (Odense, 1884. szeptember 3. – Odense, 1961. január 28.) olimpiai ezüstérmes dán tornász.
Az 1912. évi nyári olimpiai játékokon indult tornában és a svéd rendszerű csapat összetettben ezüstérmes lett.
Klubcsapata a Skytterforeningernes Hold volt.